# Four solaire d'Odeillo
Le four solaire d’Odeillo, de 50 mètres de haut, 60 de large et 30 de profondeur, comprenant 63 héliostats, est un four fonctionnant à l’énergie solaire, mis en service en 1969,. Sa puissance thermique est d'un mégawatt, et il concentre près de 10 000 fois la puissance du soleil pour atteindre jusqu'à 3 300 °C. Avec le four solaire de Parkent en Ouzbékistan, il est l'un des deux plus grands fours solaires du monde.
Ce laboratoire doit sa renommée mondiale à son acquis scientifique unique dans le domaine des études par voie solaire des phénomènes à haute température et du comportement des matériaux soumis à des conditions extrêmes.
Les fours solaires de Mont-Louis et d'Odeillo ont servi de modèles dans le monde entier, démontrant le potentiel de l'énergie solaire et ses multiples applications.

## Géographie
Symbole mondial de l'énergie solaire en France, le four solaire d'Odeillo est situé dans la commune de Font-Romeu-Odeillo-Via en Cerdagne, dans le département des Pyrénées-Orientales en région Occitanie.
Le site d'Odeillo a été choisi pour :
- la durée et la qualité de son ensoleillement en lumière directe (plus de 2 400 h/an)
- la pureté de son atmosphère (altitude assez élevée de 1 535 mètres et faible humidité moyenne)[7].

On trouve à proximité le four solaire de Mont-Louis, la centrale solaire à tour THEMIS, à Targasonne et la première centrale solaire thermodynamique commerciale de France, la centrale linéaire Fresnel eLlo à Llo.

## Principe de fonctionnement

Principe de fonctionnement.

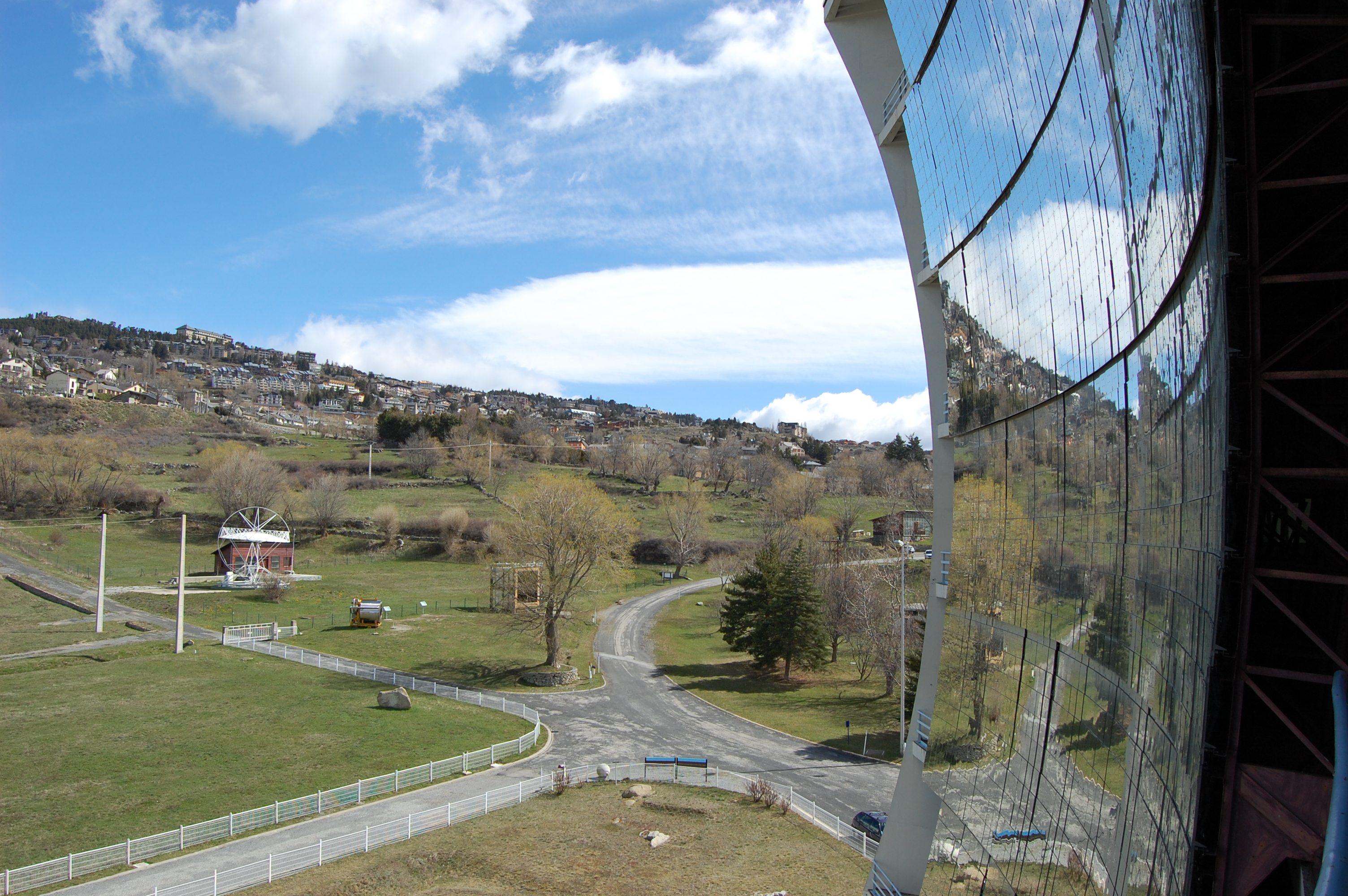
Vue vers l'est, depuis le centre de la parabole.

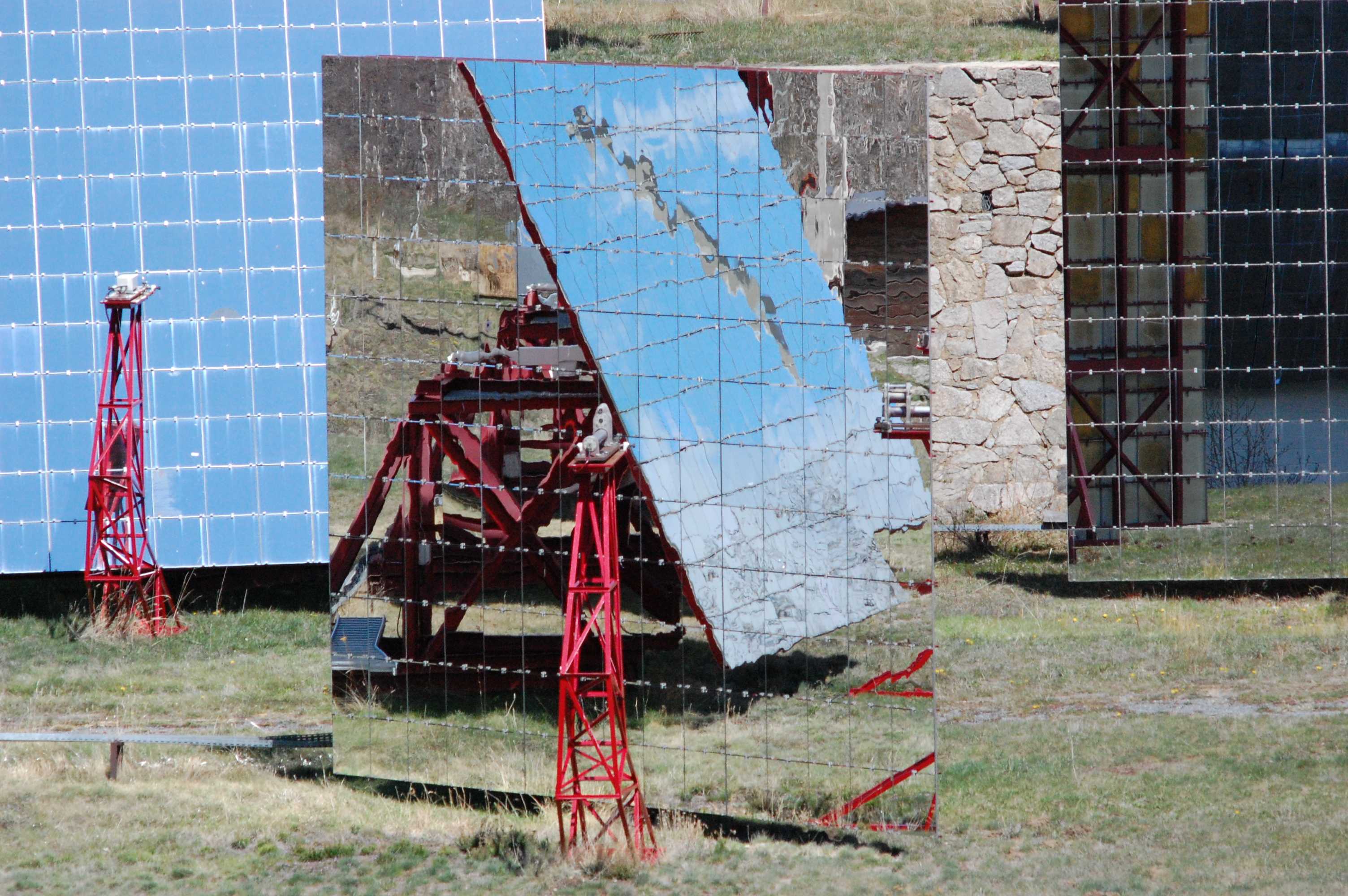
Un des 63 héliostats.

Le principe utilisé est celui de la concentration des rayons par des miroirs réfléchissants. Un four solaire utilise 2 jeux de miroirs différents pour faire les 2 fonctions optiques nécessaires, la collecte, ou captation, puis la concentration de l'énergie solaire.
Les rayons solaires sont d'abord réfléchis par une première série de miroirs orientables situés sur la pente (les « héliostats »), puis envoyés vers une deuxième série de miroirs (le « concentrateur »), disposés sur parabole qui les fait converger vers une cible quasi circulaire au sommet d'une tour centrale.
La tache solaire concentrée sur cette cible fait environ 1 m de diamètre et jusqu'à « 10 000 soleils », soit 10 000 kW/m2 ou 1 × 107 W/m2, au centre de cette tâche solaire. Cette densité surfacique de puissance (ce taux de concentration solaire) et donc la température pouvant être atteinte, est modulable de 4 façons :
- Choix du nombre d'héliostats utilisés : de 1 à 63.
- Choix de quels héliostats sont utilisés, car bien qu'identiques leur contribution est différente : 
  - D'une part, les héliostats dit « centraux », près de l'axe optique de la parabole, ont un taux de concentration plus élevé que ceux les plus éloignés, car leur faisceau est renvoyé de façon quasi normale sur la cible ;
  - D'autre part, les héliostats étant disposés à flanc de montagne, ceux du bas sont plus proches de la parabole (à partir de 104 mètres) et donc leur faisceau est moins étalé sur la parabole que ceux les plus éloignés (jusqu'à 314 m), car le soleil n'est pas une source lumineuse ponctuelle et le faisceau réfléchi diverge.
- Choix de l'amplitude d'ouverture des portes de protection situées sur la tour-foyer : plus elles sont ouvertes, plus elles laissent passer une grande part du faisceau concentré par la parabole.
- Météo : selon les conditions atmosphériques subies, l'intensité de l'énergie solaire est variable, entre 0 et 1 100 W/m2 au sol environ à Odeillo (DNI).

## Avantages
- On peut obtenir en quelques secondes des températures supérieures à 3 300 °C[5], selon le procédé mis en œuvre au foyer de l'installation ;
- L'énergie est « gratuite », et non polluante ;
- Le coût de fonctionnement est faible : quelques kilowatts électriques sont nécessaires pour mouvoir les héliostats et obtenir jusqu'à 1000 kW thermiques au foyer de l'installation[8] ;
- Ce four permet d'obtenir de brusques changements de température, et donc d'étudier l'effet des chocs thermiques[9] ;
- Il n'y a aucun élément contaminant (gaz de combustion, pollution, résidus, etc.), puisque seul l'objet à étudier est chauffé uniquement par un rayonnement ;
- Ce chauffage peut être réalisé en atmosphère contrôlée permettant de reproduire le vide spatial, des rentrées atmosphériques sur Terre[10] ou sur Mars[11], etc.

## Utilisation
Le four solaire d'Odeillo accueille une partie des équipes du laboratoire de recherche PROMES du CNRS (UPR8521) conventionné avec l’Université de Perpignan sur les études thermiques à haute température, les systèmes caloporteurs, la conversion de l'énergie, le craquage de l'eau pour produire du dihydrogène et d'autres carburants de synthèse, étudier le comportement des matériaux à haute température dans des environnements extrêmes...
Les domaines de recherche sont aussi étendus aux industries aéronautiques, aérospatiales. On peut y faire des expériences dans des conditions de grande pureté chimique. Sur place, il est également possible de découvrir la cuisson au four solaire.

## Histoire

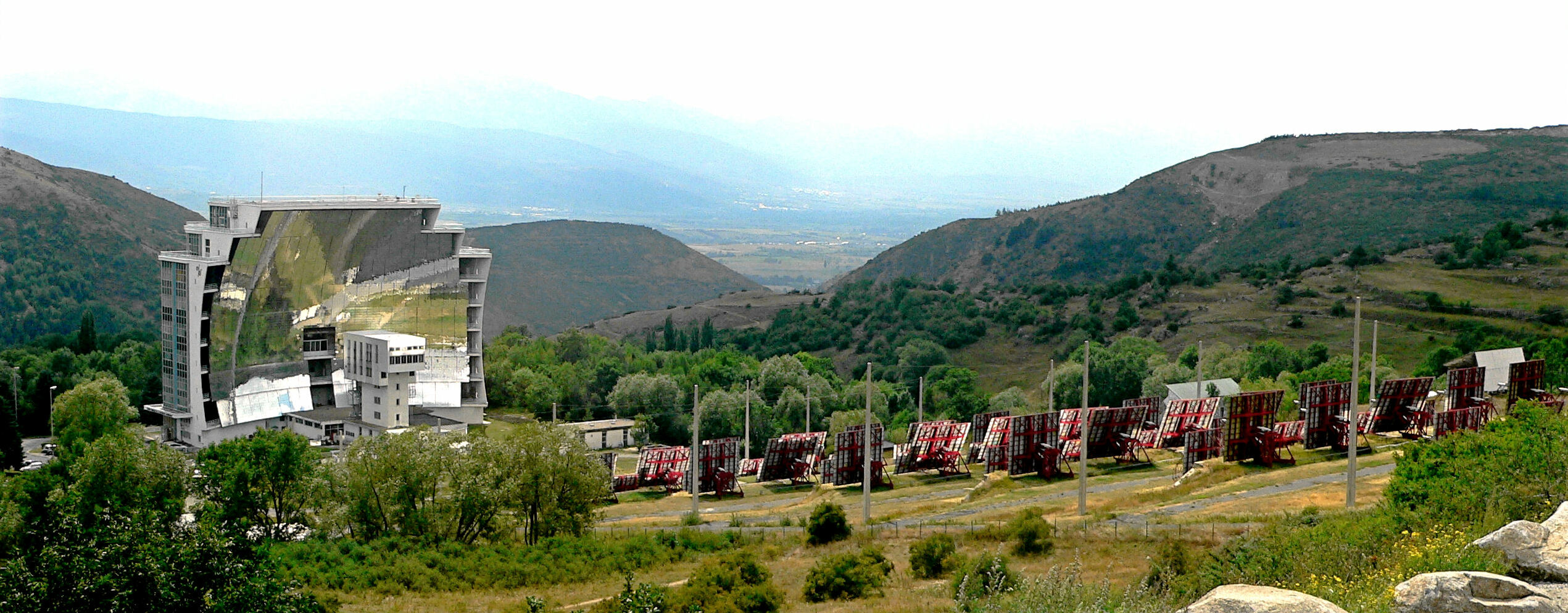
Le four solaire en 2007.

Le chimiste français Félix Trombe et son équipe ont réalisé à Meudon en 1946 une première expérience à l'aide d'un miroir de DCA pour montrer la possibilité d'atteindre de hautes températures très rapidement et dans un environnement très pur, grâce à la lumière du soleil fortement concentrée. L'objectif était de faire fondre du minerai et d'en extraire des matériaux très purs pour confectionner de nouveaux matériaux réfractaires plus performants.
Pour concrétiser cette filière et en tester les diverses possibilités, un premier four solaire fut construit à Mont-Louis en 1949. Quelques années après, sur le modèle du four de Mont-Louis et au vu des résultats obtenus, un four solaire de taille quasi industrielle fut construit à Odeillo. La conception du four solaire fut confiée à l’architecte Henri Vicariot. Les travaux de la construction du Grand Four Solaire d’Odeillo durèrent de 1962 à 1968 pour une mise en service en 1969.

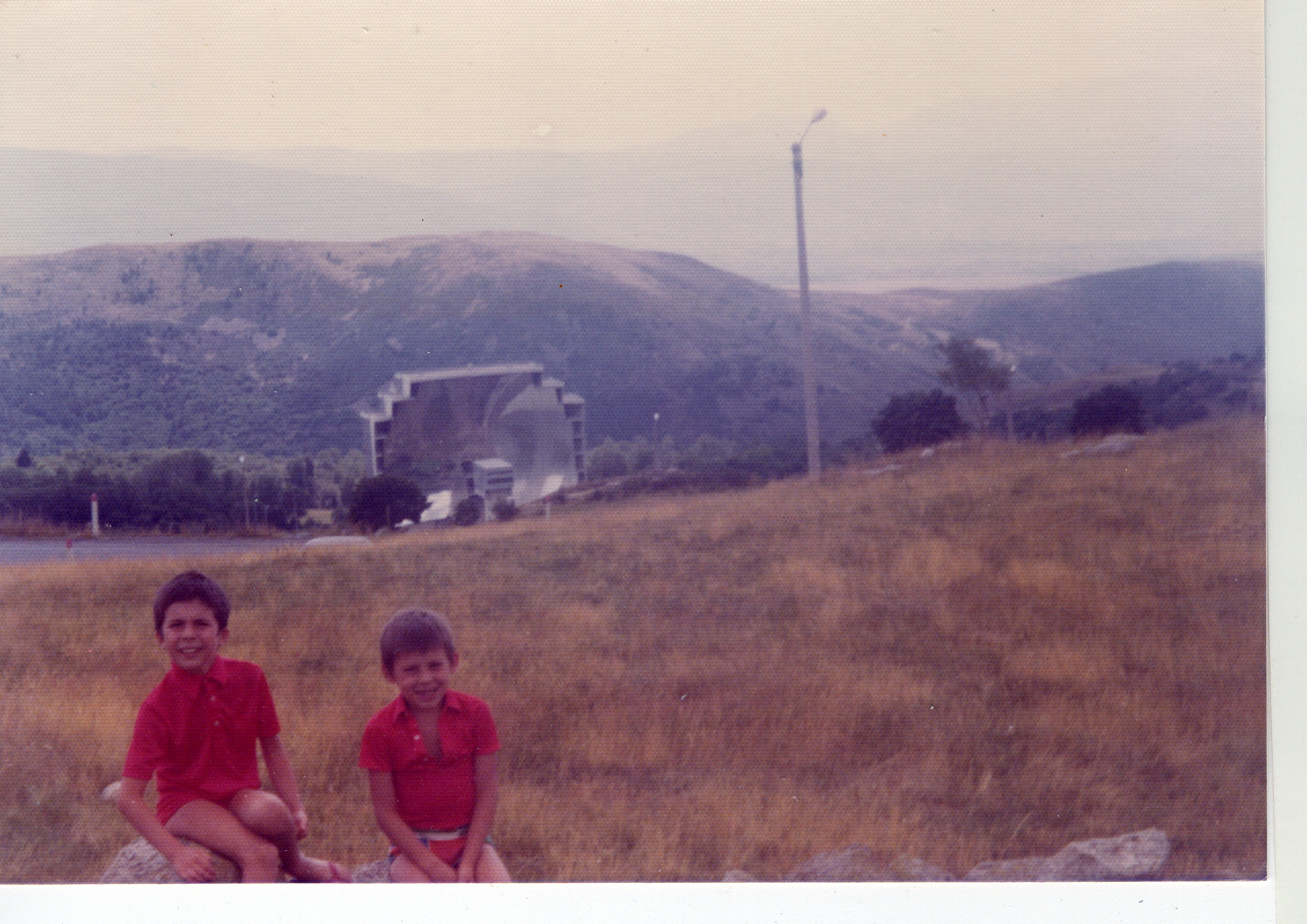
Début des années 1970.

Fervents partisans de l’énergie solaire et à la suite du premier choc pétrolier de 1973, durant la deuxième moitié des années 1970, les chercheurs du four solaire d’Odeillo orientèrent davantage leurs travaux vers la conversion de l’énergie solaire en électricité, et pour l'hybridation solaire de procédés industriels à haute température comme les cimenteries.
Ces travaux participèrent à l’étude d’une Centrale solaire thermodynamique qui sera réalisée par EDF en 1983. C’est la centrale THEMIS dont l'expérimentation dura de 1983 à 1986.
La fermeture aux expérimentations solaires de la Centrale solaire Thémis entre 1987 et 2004 signifiait la mise en sommeil des recherches sur la conversion de l’énergie solaire en électricité. Le laboratoire du grand four solaire d’Odeillo recentre son activité sur l’étude des matériaux et la mise au point de procédés industriels avec l’appui de Claude Dupuy de Crescenzo, devenant le laboratoire de l'IMP (Institut de science et de génie des Matériaux et Procédés).
Avec le retour des préoccupations énergétiques et environnementales, le laboratoire s'implique à nouveau dans la recherche de solutions concernant l’énergie et l’environnement, sans renier ses compétences uniques dans le domaine des matériaux et des procédés.
PROMES (Procédés Matériaux et Énergie Solaire) — c’est le nom actuel du laboratoire — travaille aujourd’hui, en plus des recherches sur les matériaux comme les boucliers thermiques pour le spatial, sur différents systèmes de production d’électricité avec stockage, de synthèse de carburants type hydrocarbures à partir de biomasse, d’extraction de dihydrogène par voie solaire et divers procédés de retraitements de déchets (y compris radioactifs).
Le four est inscrit au titre des monuments historiques depuis mai 2009 et est également labellisé « Patrimoine du XXe siècle ».

## Centre d'information pour le public Héliodyssée
Depuis 1990, un centre d'information est également présent sur le site (indépendant du laboratoire CNRS). D'abord intitulé « Exposition du Grand Four Solaire d'Odeillo », ce site devient fin 2006 « Héliodyssée ». Il était ouvert jusqu'au 31 octobre 2017, un changement de gestionnaire étant la cause de sa fermeture. Sa réouverture pourrait avoir lieu prochainement selon l'information affichée à l'entrée. À l'extérieur, quelques panneaux explicatifs sont néanmoins consultables en accès libre. 
Destiné à tous les âges, Héliodyssée permet de découvrir l'énergie solaire et ses dérivés (les autres formes d'énergies renouvelables, les utilisations dans l'habitat) et les travaux des chercheurs du CNRS sur l'énergie, l'environnement, les matériaux pour l'espace, les matériaux du futur.
Héliodyssée comporte aussi un service éducatif plus particulièrement destiné aux classes du primaire et aux collèges. Les ateliers proposés permettent aux élèves d'aborder de manière simple et concrète les premières notions sur l'énergie renouvelable, les caractéristiques de la lumière, l'effet de serre, etc.